# Louise Hauge
Louise Hauge (13 de julio de 1978) es una deportista danesa que compitió en tiro con arco, en la modalidad de arco compuesto.
Ganó una medalla de bronce en el Campeonato Mundial de Tiro con Arco al Aire Libre de 2005, una medalla de plata en el Campeonato Europeo de Tiro con Arco al Aire Libre de 2004 y una medalla de plata en el Campeonato Europeo de Tiro con Arco en Sala de 2000.

## Palmarés internacional
| Campeonato Mundial al Aire Libre | Campeonato Mundial al Aire Libre | Campeonato Mundial al Aire Libre | Campeonato Mundial al Aire Libre |
| Año                              | Lugar                            | Medalla                          | Prueba                           |
| -------------------------------- | -------------------------------- | -------------------------------- | -------------------------------- |
| 2005                             | Madrid (España)                  | Medalla de bronce                | Equipo                           |
| Campeonato Europeo al Aire Libre |                                  |                                  |                                  |
| Año                              | Lugar                            | Medalla                          | Prueba                           |
| 2004                             | Bruselas (Bélgica)               | Medalla de plata                 | Individual                       |
| Campeonato Europeo en Sala       |                                  |                                  |                                  |
| Año                              | Lugar                            | Medalla                          | Prueba                           |
| 2000                             | Spała (Polonia)                  | Medalla de plata                 | Equipo                           |